# نيلسون فالكاو
نيلسون فالكاو (بالبرتغالية: Nelson Falcão‏) هو ربان ‏ برازيلي، ولد في 30 أبريل 1946.

## وصلات خارجية
- نيلسون فالكاو على موقع أوليمبيديا (الإنجليزية)
- نيلسون فالكاو على موقع اللجنة الأولمبية البرازيلية (البرتغالية)